# 瑪利歐賽車實況 家庭賽車場
《瑪利歐賽車實況 家庭賽車場》是一款任天堂Switch平台的擴增實境競速遊戲，由任天堂企劃製作本部与Velan Studios联合开发、任天堂發行，於2020年10月16日上市。玩家透過實體的遙控車與攝影鏡頭，在主機上以擴增實境方式遊玩。

## 遊戲內容
本作的賽道由玩家於現實中搭建，並透過遙控車遊玩。玩家於任天堂Switch上能夠看見模型車鏡頭的畫面、並以擴增實境的方式加上瑪利歐賽車系列的要素，如道具或爆炸等特效。
搭建賽道時，只要將套組中附的拱門排好，並以模型車實際跑過一圈即可。遊戲最多支援4人同時遊玩，也可與AI進行電腦對戰。
本作販售套組中包含一輛模型車與賽道配件，遊戲不提供盒裝卡匣，需在任天堂eShop中下載數位版遊戲。

## 開發
總部設於美国纽约州特洛伊的電子遊戲開發商Velan Studios最初向任天堂展示了本作的雛形與所利用到的擴增實境技術後，任天堂便對此感到振奮並認為具有相當的潛力。在主要開發過程中，任天堂也提供了軟體及硬體方面上的支援。
本作最初是在2020年9月3日舉辦的任天堂直面會上首次亮相，為慶祝超級瑪利歐系列35週年的項目之一。首發影片公開不久之後，也宣布將分別推出以瑪利歐和路易吉為主的組合內容，其中內含一台賽車、四個閘門、兩個箭頭指示牌和一條USB-C充電線，並於隨後開放預購。
Velan Studios表示，遊戲操作的設計上簡單容易，並且忠實於瑪利歐賽車系列。Velan Studios還指出，儘管該遊戲概念反常，但卻具有與歷代瑪利歐賽車遊戲相同的可玩性。

## 反響
本作在評論彙總網站Metacritic獲得了「普遍好評」。 在日本，發售的首週售出了73,918份，成為當周銷量最好的零售遊戲。 本作獲得了2020年度遊戲大獎的「最佳家庭遊戲獎項」的提名。在第24屆D.I.C.E.大獎中互動藝術與科學學會將其評為「年度最佳賽車遊戲」，並獲得了「沉浸式虛擬現實技術成就」和「傑出技術成就」的提名。
截至2022年12月，本作已售出173萬份。